# Carattere (biologia)
Per carattere, in biologia, si intende una qualsiasi caratteristica di un organismo; questo attributo è determinato dall'informazione genetica contenuta in uno o più geni nello stesso organismo. 
Non va confuso con i fenotipo che non indica il carattere, ma piuttosto lo stato in cui questo si trova. Ad esempio in una Drosophila melanogaster (organismo modello per la ricerca genetica): un particolare gene è responsabile nel determinare il carattere colore degli occhi; il fenotipo è, invece, il tipo di colore che si manifesta (rosso, bianco...); quale sarà il fenotipo manifestato dipende dalla forma allelica in cui si trova il gene per il dato carattere.

## Formazione
Un carattere è il prodotto finale di una serie di processi molecolari e biochimici. Il primo passo è la codifica dei corrispettivi geni, presenti sui cromosomi in determinate posizioni dette loci; la codifica avviene tramite il processo di trascrizione ovvero di copia del DNA in RNA e, nella maggior parte dei casi, nella traduzione in proteine. Le proteine a loro volta subiscono un processo di maturazione passando all'interno di organuli quali il reticolo endoplasmatico e l'apparato di Golgi; la singola proteina o l'interazione di più proteine portano infine al carattere e in particolare alla sua manifestazione fenotipica. Questo flusso di informazioni genetiche prende il nome di dogma centrale della biologia molecolare.

## Caratteri mendeliani
I caratteri studiati per la prima volta da Gregor Mendel sono legati principalmente ad un singolo gene e dunque sono i più facili da studiare. Mendel, con il suo lavoro pioneristico, dedusse che alcuni caratteri dell'organismo da lui studiato, il pisello dolce (Pisum sativum), erano trasmessi alle generazioni successive da particelle ereditarie, quelle che successivamente furono ribattezzate geni.  Attraverso le sue leggi descrisse, in particolare, il modo con cui questi venivano ereditati. Fu lui inoltre il primo a spiegare che i diversi tipi di caratteri dipendevano dalla diversa forma allelica in cui si trovava il gene associato. 
I caratteri della pianta del pisello studiati da Mendel nel suo lavoro furono sette; per ciascuno dei casi vi era sempre un fenotipo più frequente, perché derivante da un allele dominante, e uno più raro, perché proveniente dall'allele recessivo. I sette caratteri, con i corrispettivi fenotipi, erano:
- il colore dei petali: porpora/bianco
- il colore interno del seme: giallo/verde
- la superficie del seme: liscia/rugosa
- il colore del baccello non maturo: verde/giallo
- il tipo di baccello: semplice/concamerato
- l'altezza del fusto: alto/basso
- disposizione dei fiori: lungo il fusto/in cima al fusto

(il primo fenotipo è quello dominante il secondo quello recessivo).
I caratteri mendeliani hanno fenotipi ben distinguibili e seguono una relazione di dominanza completa o dominanza semplice.

## Estensione dei caratteri mendeliani
Molti caratteri si ottengono per interazioni di molti prodotti genici diversi e spesso vengono influenzati anche dall'azione dell'ambiente. Le diverse combinazioni alleliche possono portare a fenotipi diversi, non seguendo dunque le leggi di Mendel. La biochimica studiando le reazioni tra i vari prodotti genici può cercare di dedurre quale sarà il carattere. Bisogna inoltre tener conto dell'influenza che può avere in questo caso anche l'azione dell'ambiente.
Altre estensioni nell'espressione dei caratteri sono dovuti a fenomeni di dominanza incompleta e di codominanza.